# Welch Crag
Der Welch Crag ist ein steiler, zerklüfteter und rund 1500 m hoher Berg im ostantarktischen Viktorialand. In der Willett Range ragt er im nordöstlichen Teil des McSaveney Spur auf.
Das Advisory Committee on Antarctic Names benannte ihn 2005 nach der Geologin Kathleen A. Welch von der University of Alabama, die zwischen 1994 und 2004 an elf Feldforschungskampagnen des United States Antarctic Program in den Antarktischen Trockentälern beteiligt war.